# Período Taishō
O período Taishō (大正時代) foi um período ou era do Japão. Ocorreu de 30 de julho de 1912 até 25 de dezembro de 1926, durante o reinado do Imperador Taishō.
Com o desenvolvimento da industrialização nos principais países ocidentais, deu-se a competição pela busca de matérias-primas e a conquista de mercados internacionais, para a colocação de seus produtos.
Naquela ocasião, destacou-se a Alemanha que, embora tivesse alcançado o seu desenvolvimento industrial após as outras nações poderosas, avançou também na conquista de mercados, cujo dinamismo logo veio causar conflitos com a Inglaterra e a Rússia. Estas duas potências, perante aquela situação, procuraram firmar um contrato de comércio com a França e fazer frente à Alemanha.
Também esta não perdeu tempo e se aliou com a Áustria e a Itália para resistir à pressão dos adversários. A rivalidade entre aqueles países veio motivar conflitos dos Bálcãs e, em 1914, explodiu a Primeira Guerra Mundial. Como o Japão tinha, à época, um contrato assinado com a Inglaterra, também foi obrigado a participar da guerra contra os germânicos e seus aliados, conquistando as concessões orientais da Alemanha.
O Japão, que vinha havia muitos anos criando choques com a China, acabou por fim, durante a Primeira Grande Guerra, impondo algumas condições ao seu vizinho para explorá-lo.[carece de fontes?]

## Legado Meiji
Em 30 de julho de 1912, o Imperador Meiji morreu e o Príncipe Coroado Yoshihito tornou-se o novo Imperador do Japão e sucedeu o trono, iniciando o período Taisho. O fim do período Meiji foi marcado grandes investimentos públicos e programas de defesa, crédito perto da exaustão e escassez de reservas para pagar as dívidas.
A influência da cultura ocidental experimentada no período Meiji continuou. Kobayashi Kiyochika adotou estilos de pinturas ocidentais enquanto continuava seu trabalho no ukiyo-e. Okakura Kakuzo manteve interesse na tradicional pintura japonesa. Mori Ogai e Natsume Soseki estudaram no Ocidente e introduziram um modo de ver a vida humana mais moderno.
Os eventos decorrentes da Restauração Meiji em 1868 causaram não só o cumprimento de muitos objetivos econômicos e políticos, domésticos e estrangeiros, - sem o Japão sofrer o destino colonial dos outros países asiáticos – mas também uma efervescência intelectual, em uma época em que havia um interesse mundial no socialismo e um proletariado urbano se desenvolvendo. O movimento esquerdista que estava em formação tinha como principais ideias o Sufrágio universal masculino, o bem estar social, os direitos trabalhistas e os protestos contra a violência. Entretanto, a opressão do governo às atividades esquerdistas levou a uma ação ainda mais radical dos esquerdistas e ainda mais opressão, resultando na dissolução do Partido Socialista Japonês (日本社会党, Nihon Shakaitō) apenas um ano depois da sua fundação, em 1906, e na derrota do movimento socialista.
O começo do período Taisho foi marcado pela crise política Taisho de 1912 a 1913, que interrompeu as anteriores políticas de compromisso. Quando Saionji Kinmochi tentou cortar o orçamento militar, o ministro do exército renunciou, derrubando o gabinete Rijjen Seiyukai. Tanto Yamagata Aritomo como Saionji se recusaram a assumir o cargo, e o genrō não conseguia encontrar uma solução. A indignação pública sobre a manipulação militar do gabinete e a convocação de Katsura Taro para um terceiro mandato levaram a mais exigências pelo fim da política do genrō. Apesar da oposição da velha guarda, as forças conservadoras formaram um partido próprio em 1913, o Rikken Doshikai, um partido que ganhou a maioria da Casa sobre o Seiyukai, no final de 1914.
Em 12 de fevereiro de 1913, Yamamoto Gonnohyoe sucedeu Katsura como primeiro ministro. Em abril de 1914, Okuma Shigenobu substituiu Yamamoto.

## Primeira Guerra Mundial e Hegemonia na China
Aproveitando-se da oportunidade da distração do Império Alemão com a guerra européia (que depois se tornaria a Primeira Guerra Mundial) e esperando expandir sua esfera de influência na China, o Japão declarou guerra à Alemanha em 23 de agosto de 1914 e rapidamente ocupou territórios coloniais alemães na província de Shandong, na China, e nas Ilhas Marianas, Ilhas Carolinas e Ilhas Marshall no Oceano Pacífico. Em 7 de novembro, Jiaozhou foi ocupada pelo Japão.
Com os seus aliados ocidentais intensamente envolvidos na Guerra na Europa, o Japão buscou consolidar ainda mais sua posição na China apresentando as Vinte e Uma Exigências (対華二十一ヶ条要求) à China em janeiro de 1915. Além de aumentar o seu controle sobre os domínios alemães, a Manchúria e a Mongólia Interior, o Japão também buscou anexar um grande complexo mineiro e metalúrgico na China central, proibir a China de ceder ou emprestar qualquer região costeira para uma terceira potência, além de outros assuntos exceto o controle político, econômico e militar, que, se alcançado, reduziria a China a um protetorado japonês. Diante das lentas negociações com o governo chinês, sentimento antinipônico generalizado na China e condenações internacionais forçaram o Japão a abandonar o grupo final de demandas e os tratados foram assinados em maio de 1915.
A hegemonia japonesa no norte da China e em outras regiões da Ásia foi facilitada através de outros acordos internacionais. Um deles, assinado com a Rússia em 1916, ajudou a assegurar a influência do Japão na Manchúria e na Mongólia Interior, e acordos com a França, Reino Unido e os Estados Unidos, em 1917, reconheceram os ganhos territoriais japoneses na China e no Pacífico. Os Empréstimos de Nishihara (nome que veio de Nishihara Kamezo, representante de Tóquio em Pequim) de 1917 e 1918, apesar de ajudarem o governo chinês, tornaram a dívida chinesa com o Japão ainda maior. Perto do fim da guerra, o Japão cada vez mais recebia pedidos de materiais de guerra dos aliados europeus, ajudando a diversificar a indústria do país, aumentar suas exportações e transformar o Japão de um país devedor para um país credor pela primeira vez.
O poder do Japão na Ásia cresceu com a derrubada do regime czarista na Rússia e os distúrbios da Revolução Bolchevique de 1917, na Sibéria. Almejando aproveitar a oportunidade, o exército japonês planejou ocupar a Sibéria a oeste até o Lago Baikal. Para isso, o Japão teve de negociar um acordo com a China permitindo o trânsito de tropas japonesas pelo território chinês. Embora a força tenha sido reduzida para evitar animosidades com os Estados Unidos, mais de 70 mil soldados japoneses se juntaram às unidades muito menores das Forças Expedicionárias Aliadas enviada à Sibéria em 1918.
A Primeira Guerra Mundial permitiu ao Japão, que lutou do lado vitorioso dos Aliados, expandir sua influência na Ásia e em outros territórios no Pacífico. Agindo virtualmente independente do governo civil, a Marinha Imperial Japonesa tomou as colônias alemãs na Micronésia.
Em 9 de outubro de 1916, Terauchi Masatake assumiu como Primeiro Ministro no lugar de Okuma Shigenobu. Em 2 de novembro de 1917, o Acordo Lansing-Ishii reconheceu os interesses japoneses na China e prometeu manter uma "política de portas abertas" (門戸開放政策). Em julho de 1918, a Expedição na Sibéria foi iniciada com o envio de 75 mil soldados japoneses. Em agosto de 1918, revoltas do arroz surgiram em vilas e cidades em todo o Japão.

## O Japão depois da Primeira Guerra Mundial: Democracia Taisho

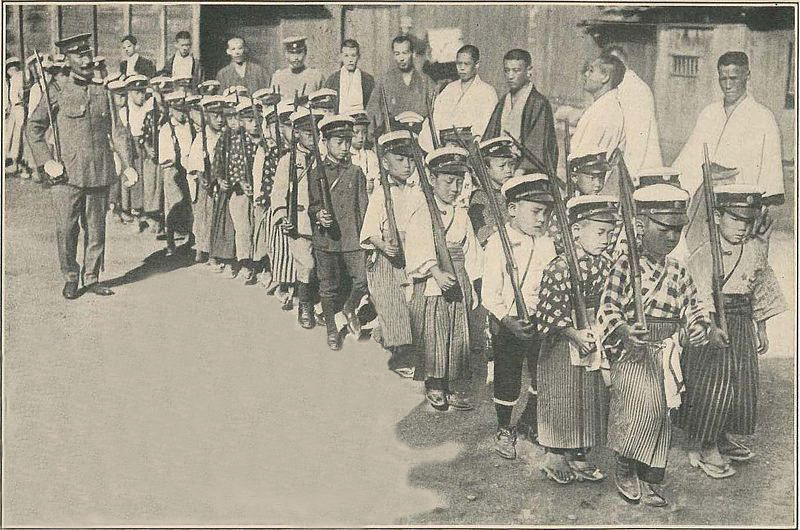
Escoteiros japoneses sendo treinados a usar rifle.

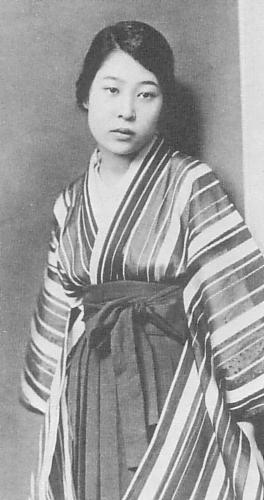
Estudantes japonesas do período Taisho.

O período pós-guerra trouxe ao Japão uma inédita prosperidade. O Japão foi para a conferência em Versalhes, em 1919, como uma das grandes potências militares e industriais do mundo e recebeu o reconhecimento oficial como uma das "Grandes Cinco" da nova ordem internacional. Tokyo garantiu um assento permanente no Conselho da Liga das Nações e o tratado de paz confirmou a transferência para o Japão dos direitos alemães sobre Shandong, uma medida que levou a revoltas anti-Japão e um movimento político de massa na China. Semelhantemente, as antigas ilhas alemãs no Pacífico foram passadas para o domínio japonês. O Japão também se envolveu na intervenção pós-guerra dos Aliados na Rússia e foi a última potência aliada a sair (em 1925). Apesar de seu pequeno papel na Primeira Guerra Mundial (e da rejeição pelas potências ocidentais da inclusão de uma cláusula de igualdade racial no tratado de paz), o Japão emergiu como um grande protagonista no cenário político internacional no fim da guerra.
O sistema politico bipartidário que havia sendo desenvolvido no Japão desde a virada do século finalmente amadureceu depois da Primeira Guerra Mundial, originando o apelido ao período, "Democracia Taisho". Em 1918, Hara Takashi, um protegido de Saionji e uma pessoa de muito influência nos gabines Seiyukai do pré-guerra, tornou-se o primeiro cidadão comum a servir como Primeiro Ministro. Ele aproveitou-se de seus relacionamentos de longo prazo no governo, ganhou o apoio do genro sobrevivente e da Câmara dos Iguais e trouxe ao seu gabinete como Ministro do Exército Tanaka Giichi, que tinha mais apreço às relações civil-militares amistosas do que seus antecessores. No entanto, Hara enfrentou grandes problemas: inflação, a necessidade de ajustar a economia japonesa para o cenário do pós-guerra, o influxo de idéias estrangeiras e um movimento trabalhista em formação. Soluções do pré-guerra foram aplicada pelo gabinete a esses problemas do pós-guerra e pouco foi feito para reformar o governo. Hara trabalhou a fim de assegurar uma maioria do Seiyukai através de métodos tradicionais, tais como novas leis eleitorais e redistribuição eleitoral, embarcando em programas de grandes obras públicas bancadas pelo governo.
O público ficou desiludido com a crescente dívida nacional e as novas leis eleitorais, que mantiveram as antigas qualificações de renda mínima para votar. O povo clamava pelo sufrágio universal e a substituição do antigo sistema partidário. Estudantes, professores universitários e jornalistas, apoiados pelos sindicatos trabalhistas e inspirados por uma variedade de escolas de pensamento do Ocidente, como a democrática, a socialista, a comunista e a anarquista, fizeram grandes, mas ordenadas, demonstrações públicas a favor do sufrágio universal masculino em 1919 e 1920. As novas eleições trouxeram novamente uma maioria Seiyukai, mas apenas isso. No meio político, havia uma proliferação de novos partidos, incluindo os partidos socialista e comunista.
No meio dessa agitação política, Hara foi assassinado por um trabalhador ferroviário desiludido em 1921. Hara foi seguido por uma sucessão de Primeiros Ministros sem partido e gabinetes de coalizões. O medo de um eleitorado mais amplo, do poder da esquerda e da crescente demanda por mudanças sociais trazida pelo influxo de cultura popular ocidental levou à aprovação das Leis de Preservação da Paz, em 1925,  que proibiu qualquer mudança na estrutura política e a abolição da propriedade privada.
Coalizões instáveis e falta de consenso na Dieta levaram à fusão do Kenseikai (憲政会, Associação Governamental Constitucional) e do Seiyu Honto (政友本党, Verdadeiro Seiyukai), originando o Rikken Minseitō (立憲民政党, Partido Democrático Constitucional), em 1927. A plataforma do Rikken Minseito estava comprometida com o sistema parlamentar, políticas democráticas e a paz no mundo. A partir daí, até 1932, o Seiyukai e o Rikken Minseito se alternaram no poder.
Apesar dos realinhamentos políticos e da esperança de um governo mais organizado, a crise econômica doméstica atormentou todos os políticos que estiveram no poder. Programas de austeridade fiscal e apelos pelo apoio público a políticas conservadoras do governo como as Leis de Preservação da Paz – incluindo as mensagens de obrigação moral de fazer sacrifícios para o imperador e o estado – foram tentadas como soluções. Embora a depressão mundial do final da década de 1920 e começo dos anos 1930 tivesse efeitos mínimos sobre o Japão – na verdade, as exportações japonesas cresceram substancialmente durante esse período – havia um senso de descontentamento crescente que aumentou com o ataque ao Primeiro Ministro do Rikken Minseito, Osachi Hamaguchi, em 1930.  Apesar de Hamaguchi ter sobrevivido à agressão e ter continuado trabalhando mesmo com a gravidade de seus ferimentos, ele foi forçado a renunciar no ano seguinte e morreu pouco tempo depois.

## A reação ao comunismo

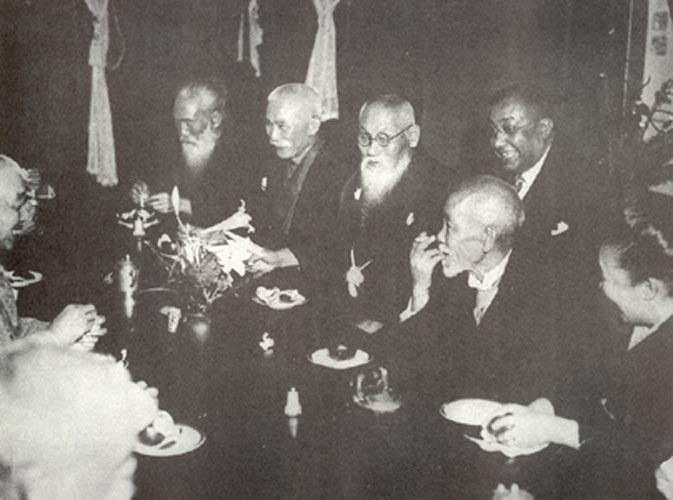
Um jantar promovido para o líder do Movimento de independência da Índia, Rash Behari Bose (o segundo a partir da direita), em sua homenagem, pelos seus amigos, o Presidente do Genyosha, Mitsuru Toyama, um líder do Pan-asianismo (centro, atrás da mesa), e Tsuyoshi Inukai, futuro Primeiro Ministro do Japão (à direita de Toyama), em 1915.

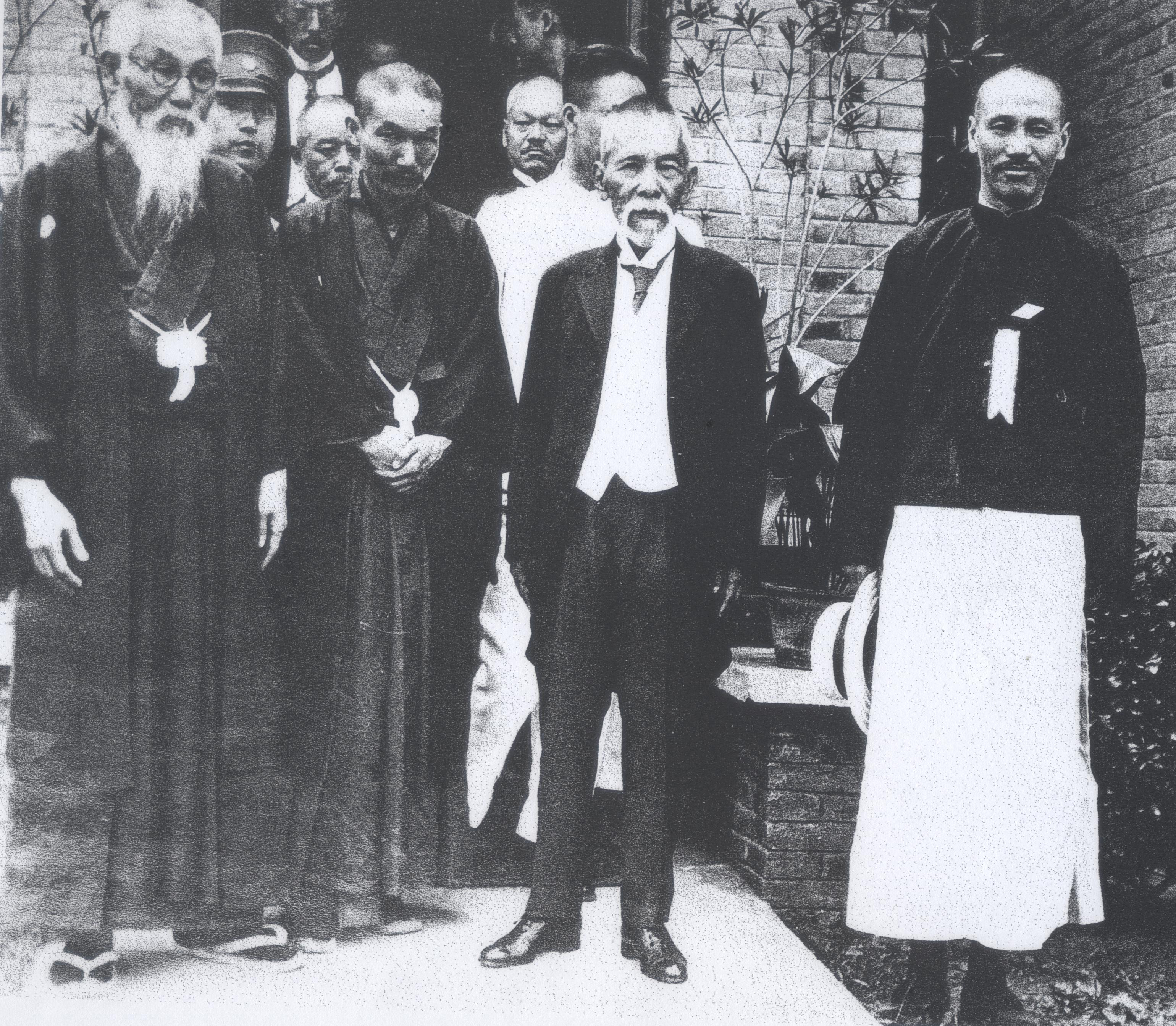
O Presidente do Genyosha, Mitsuru Toyama (esquerda), com seus amigos, o futuro Primeiro Ministro Tsuyoshi Inukai (centro), e o líder da China, o Generalíssimo Chiang Kai-shek (direita), em 1929.

A vitória dos bolcheviques na Rússia, em 1917, e suas esperanças por uma revolução mundial levaram ao estabelecimento do Comintern. O Comintern percebeu a importância do Japão em ter sucesso em sua revolução no leste asiático, e, por isso, trabalhou ativamente para formar o Partido Comunista Japonês, que foi fundado em julho de 1922. As metas anunciadas pelo partido em 1923 foram o fim do feudalismo, abolição da monarquia, reconhecimento da União Soviética e a retirada das tropas japonesas da Sibéria, Sacalina, China, Coreia e Taiwan. Uma forte repressão ao partido se seguiu. Os radicais responderam com uma tentativa de assassinato do Príncipe Regente Hirohito. As Leis de Preservação da Paz de 1925 foram uma resposta direta para a "filosofia perigosa" perpetrado por elementos comunistas no Japão.
A liberalização das leis eleitorais com a Lei de Eleições Gerais, em 1925, beneficiou candidatos comunistas, muito embora o Partido Comunista Japonês tenha sido banido. Uma nova Lei de Preservação da Paz, em 1928, entretanto, impediu ainda mais os esforços comunistas ao banir os partidos nos quais eles tinham infiltrado. O aparato policial da época era onipresente e muito completo, a fim de tentar controlar o movimento socialista. Em 1926, o Partido Comunista Japonês foi forçado a agir na clandestinidade; no verão de 1929, as lideranças do partido foram virtualmente destruídas, e, em 1933, o partido foi completamente desintegrado.
O Pan-asianismo era característico da direita política e do militarismo conservador desde a formulação da Restauração Meiji, contribuindo em grande medida para as políticas pró-guerra da década de 1870. Antigos samurais desapontados estabeleceram sociedades pan-asiáticas e organizações de coleta de informações, como a Genyosha (玄洋社, fundada em 1881) e sua ramificação, o Koryukai (黒竜会 Sociedade do Dragão Negro ou Sociedade do Rio Amur, fundado em 1901). Esses grupos tornaram-se ativos na política doméstica e estrangeira, ajudaram a fomentar sentimentos pró-guerra e apoiaram causas pan-asiáticas até o final da Segunda Guerra Mundial.

## Política externa do Taisho
A ascensão do nacionalismo chinês, a vitória do comunismo na Rússia e a crescente presença dos Estados Unidos no leste asiático trabalharam contra os interesses da política externa do Japão do pós-guerra. Os quatro anos gastos na Intervenção na Sibéria e as atividades na China, combinados com grandes programas de gastos domésticos, esgotaram os ganhos de guerra do Japão. Apenas através de práticas de negócios mais competitivas apoiadas por mais desenvolvimento econômico e modernização industrial, acompanhado pelo crescimento dos zaibatsu, poderia trazer a esperança de o Japão se tornar dominante na Ásia. Os Estados Unidos, por muito tempo uma fonte de muitos produtos importados e empréstimos necessários para o desenvolvimento, estava se tornando um grande obstáculo para esse objetivo devido a suas políticas de contenção do imperialismo japonês.
A Conferência de Washington de 1921-1922, que produziu uma série de acordos que resultaram em uma nova ordem na região do Pacífico, foi um ponto decisivo na virada da diplomacia militar do período. Os problemas econômicos do Japão tornaram o desenvolvimento de sua marinha quase impossível e, percebendo a necessidade de competir com os Estados Unidos em uma base econômica ao invés de militar, a reaproximação tornou-se inevitável. O Japão adotou uma atitude mais neutra em relação à guerra civil na China, despendeu esforços para expandir sua hegemonia na China e se juntou aos Estados Unidos, Grã-Bretanha e França, incentivando o autodesenvolvimento chinês.
No Tratado das Quatro Potências assinado em 13 de dezembro de 1921, Japão, Estados Unidos, Grã-Bretanha e França concordaram em reconhecer o status quo no Pacífico, enquanto o Japão e a Grã-Bretanha concordaram em terminar formalmente o seu Tratado de Aliança. O Tratado de Desarmamento Naval das Cinco Potências assinado em 6 de fevereiro de 1922 estabeleceu um proporção internacional na frota marítima dos Estados Unidos, Grã-Bretanha, Japão, França e Itália (5, 5, 3, 1,75 e 1,75, respectivamente) e limitou o tamanho e armamento dos navios de guerra construídos ou em construção. Em uma medida que deu à Marinha Imperial Japonesa maior liberdade no Pacífico, Washington e Londres concordaram em não construir nenhuma base militar entre Singapura e Havaí.
O objetivo do Tratado das Nove Potências, assinado em 6 de fevereiro de 1922, por Bélgica, China, a Holanda e Portugal, além das cinco potências originais, era de evitar a guerra no Pacífico. Os países signatários concordaram em respeitar a independência e a integridade da China, não interferir no esforço chinês em estabelecer um governo estável, não buscar privilégios especiais da China nem ameaçar a posição dos outros países com ela, apoiar uma política de oportunidades iguais para o comércio e a indústria de todas as nações na China e reexaminar as políticas de extraterritorialidade e autonomia tarifária. O Japão também concordou em retirar suas tropas de Shandong, não tendo qualquer intenção a não ser a puramente econômica e ordenar o retorno de suas tropas na Sibéria.

## Fim da Democracia Taisho
No geral, durante a década de 1920, o Japão passou a contar com um sistema de governo democrático. Entretanto, o governo parlamentarista não estava enraizado profundamente o suficiente para suportar as pressões econômicas e políticas dos anos 1930, durante o qual os líderes militares tornaram-se cada vez mais influentes. Estas mudanças no poder foram possíveis devido à ambigüidade e imprecisão da constituição Meiji, principalmente com relação à posição do Imperador na constituição.

## Calendários equivalentes
Coincidentemente, a numeração dos anos do período Taisho é a mesma do Calendário Juche, da Coreia do Norte, e do calendário Minguo, da República da China (Taiwan).